# Krupá (okres Rakovník)
Obec Krupá (německy Graupen) se nachází v okrese Rakovník, kraj Středočeský, zhruba 8 km severně od Rakovníka. Obcí prochází silnice II/606 a obchází ji dálnice D6, spojující Prahu a Karlovy Vary. Žije zde 445 obyvatel.

## Název
Název vesnice je odvozen ze staročeského přídavného jména krupý, znamenajícího „hrubý“, „velký“. V historických pramenech se objevuje ve tvarech: Krupa (1353), Gruppen (1360), Krupá (1545) Krupey (1785) a Krupa (1845).

## Historie
Původně Krupá patřila ke královskému panství křivoklátskému. První písemná zmínka o vsi pochází z roku 1353, kdy císař Karel IV. Krupou spolu s Bratronicemi, Žilinou a Olešná (villas Bratronicz, Zylina, Krupa et Oleschna) daroval kněžím při katedrále svatého Víta na Pražském hradě.

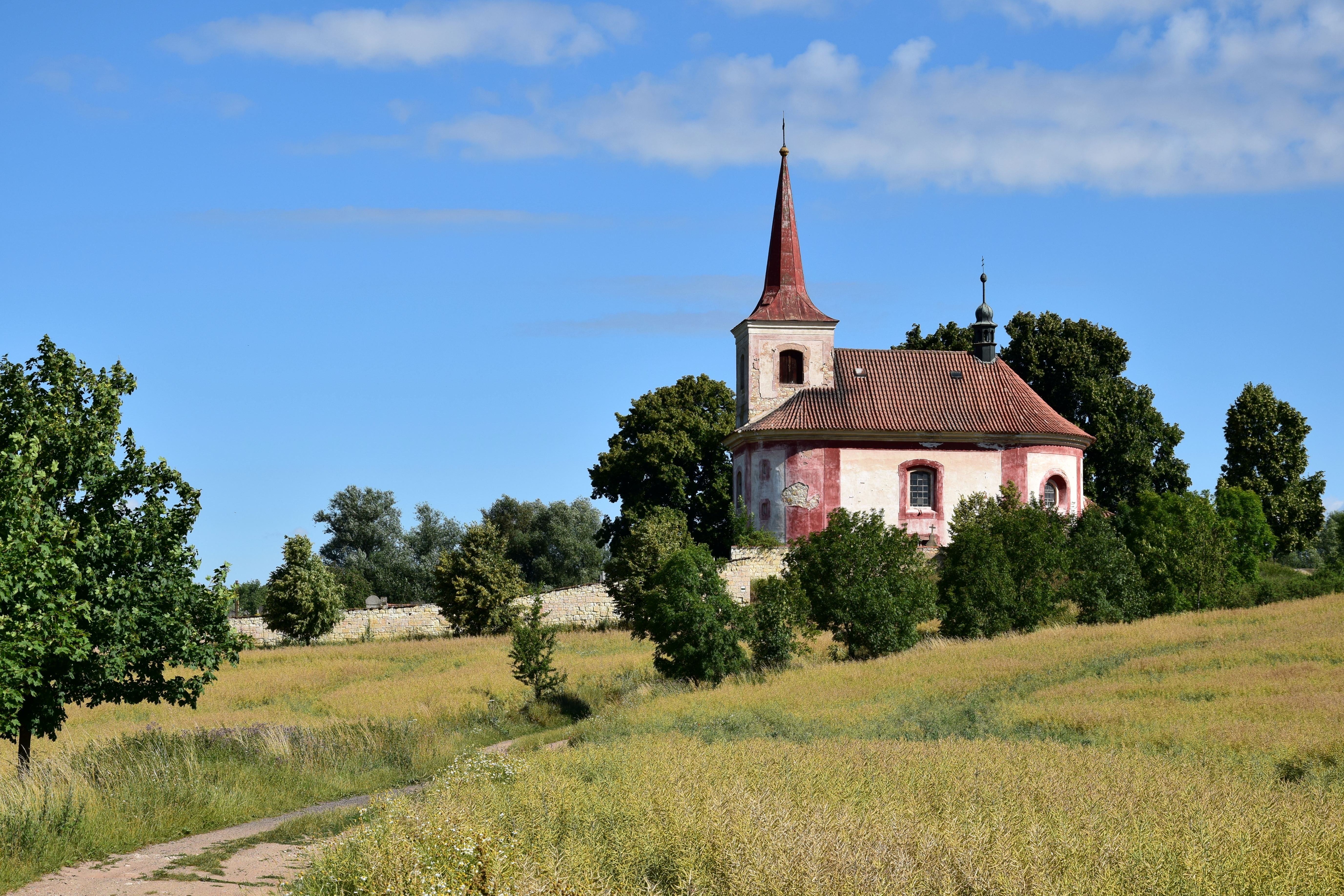
Kostel svatého Gotharda

V okolí Krupé se nachází malá černouhelná pánev, na které byly na severním okraji vesnice u silnice do Mutějovic roku 1854 vyměřeny dvě dolové míry zvané Johann Baptist společnosti Johanna Antonína Starcka. Obě byly brzy opuštěny a těžba byla obnovena až v době okolo první světové války. Roku 1921 zde byl v provozu mělký Důl Cyril Ludvíka Kasla, ve kterém se těžilo málo kvalitní uhlí.
V obci Krupá (932 obyvatel, poštovní úřad, telegrafní úřad, telefonní úřad) byly v roce 1932 evidovány tyto živnosti a obchody: lékař, zubní lékař, autodílna, biograf, cihelna 2 obchody s dobytkem, drogerie, 2 holiči, 5 hostinců, 2 obchody s chmelem, kolář, Dělnický konsum, 2 kováři, krejčí, obchod se surovými kůžemi, 2 obuvníci, 7 obchodů s ovocem a zeleninou, pekař, obchod s peřím, pila, rolník, řezník, 3 obchody se smíšeným zbožím, výroba sodové vody, spořitelní a záložní spolek v Krupé, 3 obchody se stavebními hmotami, švadlena, 3 trafiky, 4 truhláři, 3 obchody s uhlím, uzenář.

## Obecní správa
Dějiny územněsprávního začleňování zahrnují období od roku 1850 do současnosti. V chronologickém přehledu je uvedena územně administrativní příslušnost obce v roce, kdy ke změně došlo:
- 1850 země česká, kraj Praha, politický i soudní okres Rakovník[7]
- 1855 země česká, kraj Praha, soudní okres Rakovník
- 1868 země česká, politický i soudní okres Rakovník
- 1939 země česká, Oberlandrat Kladno, politický i soudní okres Rakovník[8]
- 1942 země česká, Oberlandrat Praha, politický i soudní okres Rakovník[9]
- 1945 země česká, správní i soudní okres Rakovník[10]
- 1949 Pražský kraj, okres Rakovník[11]
- 1960 Středočeský kraj, okres Rakovník
- 2003 Středočeský kraj, obec s rozšířenou působností Rakovník

## Doprava
Krupá leží u křižovatky silnice II/229 Rakovník–Louny se silnicí II/606 Praha - Karlovy Vary, nedaleko křižovatky s dálnicí D6. Na okraji obce u motorestu Na Šustně, asi 0,7 km jihovýchodně od jádra vsi, se nachází u křižovatky silnic II/606 a II/229 přestupní uzel se třemi páry autobusových zastávek „Krupá, Šustna“.  V roce 2011 v Krupé zastavovaly autobusové linky jedoucí do Kadaně, Karlových Varů, Kladna, Klášterce nad Ohří, Kraslic, Loun, Mutějovic, Nového Strašecí, Podbořan, Prahy, Rakovníka, Řevničova, Sokolova a Žatce. V roce 2025 tři linky zajíždějí přímo do centra vsi do zastávky „Krupá“.
Kolem vesnice vede železniční trať 124 Lužná u Rakovníka – Žatec – Chomutov, z níž ve stanici Krupá odbočuje železniční železniční trať 125 Krupá – Kolešovice. Nádraží se nachází na jihozápadním konci vsi, asi 1 km od jejího jádra. Železniční trať 124 je jednokolejná trať, součást celostátní dráhy. Doprava na ní byla zahájena roku 1870. V roce 2011 po trati 124 jezdilo železniční stanicí Krupá denně 6 párů spěšných vlaků.[zdroj⁠?!] V roce 2025 zde jezdí vlaková linka U14, a to přibližně 6 párů osobních vlaků denně. Železniční trať 125 do Kolešovic je jednokolejná dráha, na které byla doprava zahájena roku 1883, ještě v roce 2008 byla součástí celostátní dráhy, do roku 2013 byla překategorizována na regionální. Od prosince 2006 je bez pravidelné dopravy, v roce 2025 zde jezdila náhradní vlaková doprava jako linka X560.

## Pamětihodnosti
- Kostel svatého Gotharda na jihozápad od vsi